# Lepidopilum permarginatum
Lepidopilum permarginatum är en bladmossart som beskrevs av Robert Statham Williams 1925. Lepidopilum permarginatum ingår i släktet Lepidopilum och familjen Daltoniaceae. Inga underarter finns listade i Catalogue of Life.